# Замахи на колаборантів та окупаційних чиновників під час війни на Донбасі (2014—2022)
Це перелік замахів на відомих колаборантів та окупаційних чиновників, які відбулися під час війни на сході України до повномасштабного вторгнення російських військ в Україну в лютому 2022.
Чиновники-колабораціоністи та правоохоронці стали однією з пріоритетних цілей партизанів, що діють у контакті з українськими спецслужбами. Головна мета таких операцій — не вбивство, а попередження про наслідки співпраці з російськими військовими.

## Список
| Імʼя                               | Роль | Дата                 | Подія |
| ---------------------------------- | --- | -------------------- | --- |
| Маркін В'ячеслав Володимирович     | депутат Одеської обласної ради (2006—2014). Активний учасник одеського Антимайдану взимку-навесні 2014 року, один із організаторів протистоянь в Одесі весною 2014.                                         | 3 травня 2014        | Помер в лікарні близько 4:00 ранку невдовзі після масових заворушень у місті в п'ятницю 2 травня 2014 року. Причина смерті, яка була названа — «пошкодження внутрішніх органів унаслідок падіння, ускладнені хронічною хворобою» |
| Архіпова Наталія Вікторівна        | "Міністр" охорони здоров'я "ЛНР" | 2 червня 2014        | вбита під час авіаудару по будівлі Луганської ОДА |
| Гізай Олександр Олександрович      | помічник "міністра" охорони здоров'я "ЛНР" | 2 червня 2014        | вбитий під час авіаудару по будівлі Луганської ОДА |
| Зайцев Олександр Володимирович     | депутат т.зв. "Народної Ради ЛНР". | 8 чи 10 липня 2014   | був схоплений та закатований бойовиками Олександр Бєднова-«Бетмена», які хотіли "віджати" гуманітарку, виділену депутату для облаштування бомбосховищ |
| Черняков Вадим Віталійович         | член "тимчасового уряду" ДНР | 13 липня 2014        | 11 липня 2014 був тяжко поранений під час вибуху в Донецькому ЦУМі і пізніше помер у лікарні |
| Просьолков Олександр Анатолійович  | "заступник міністра" іноземних справ "ДНР" | 31 липня 2014        | за версією українських силовиків, вбитий в місті Красний Луч дружнім вогнем бойовиками з так званої «армії Південного Сходу» із засідки. Очевидно, автомобілі, які супроводжували Просьолкова, було прийнято колону сил АТО. Однак за російською версією, він не загинув у перестрілці, а став жертвою спланованого вбивства з боку спецслужб України                             |
| Бєднов Олександр Олександрович     | міністр оборони «ЛНР» у серпні 2014 року, а згодом начальник штабу 4-ї мотострілецької бригади | 1 січня 2015 року    | Спалений в кортежі з реактивних вогнеметів разом зі своєю охороною в місті Лутугине |
| Іщенко Євген Станіславович         | «мер» окупованого м. Первомайськ | 23 січня 2015 року   | Вбитий під час обстрілу автомобіля невідомими особами на трасі Первомайськ-Лисичанськ. Разом із ним загинули ще троє волонтерів із Росії. |
| Вознік Роман Святославович         | колишній донецький «беркутівець», депутат окупаційної Народної ради «ДНР» | 26 березня 2015 року | Загинув в Донецьку на перехресті вулиць Челюскінців та Ватутіна між 23:00 та 23:15. Невідомі обстріляли автомобіль Возніка. Від отриманих поранень він помер, також загинув його охоронець. |
| Козак Олег Миколайович             | Заступник міністра «державної безпеки» "ДНР"» | 7 квітня 2015        | застрелений невідомими у дворі свого будинку в Донецьку. |
| Калашніков Олег Іванович           | екс-нардеп від Партії регіонів, противник Революції гідності | 15 квітня 2015 року  | загинув від вогнепального поранення біля дверей своєї квартири на проспекті Правди буд. 31, між 19 та 19.20 годинами вечора. |
| Бузина Олесь Олексійович           | пропагандист, русофіл, колишній член проросійської політичної партії «Російський блок», противник Революції гідності                                                                                        | 16 квітня 2015 року  | Вбитий з пістолету чотирма пострілами біля під'їзду власного дому в Києві на Дегтярівській вулиці |
| Мужчиль Олег Володимирович         | колаборант, колишній розвідник-диверсант під час Російсько-української війни та боєць Добровольчого Українського Корпусу «Правий сектор»                                                                    | 9 грудня 2015 року   | Убитий співробітниками Служби безпеки України в Оболонському районі Києва під час спецоперації з припинення діяльності керованої ним диверсійно-розвідувальної групи як терорист. |
| Шеїн Андрій Іванович               | організатор «Народної самооборони» у Микитівському районі Горлівки | 11 червня 2016 року  | загинув внаслідок бойових дій |
| Зайцев Юрій Костянтинович          | депутат Єнакієвської міської ради від Партії регіонів, співвласник Горлівського авторемонтного заводу, власник мережі магазинів по реалізації гуманітарної допомоги, завезеної на непідконтрольні території | 1 липня 2016 року    | вбитий у власному кафе пострілами в упор |
| Жилін Євген Володимирович          | учасник Антимайдану в Харкові, власник харківського бійцівського клубу та проросійської громадської організації «Оплот»                                                                                     | 19 вересня 2016 року | вбитий невідомим під Москвою в поселенні Горки-2 в елітному кафе «Ветерок» пострілом у голову |
| Ципкалов Геннадій Миколайович      | голова «Ради міністрів ЛНР» | 24 вересня 2016      | У вересні 2016 року окупаційною владою був заарештований в Луганську у справі про спробу здійснення державного перевороту. Через кілька днів після затримання Ципкалова знайшли повішеним у камері, де він утримувався. За офіційною версією генпрокуратури «ЛНР» Ципкалов скоїв самогубство, і що причиною цього могло стало те, що він «усвідомив глибину своїх злочинних дій». |
| Анащенко Олег Володимирович        | начальник управління т. зв. «Народної міліції ЛНР» | 4 лютого 2017 року   | Загинув в Луганську внаслідок підриву автомобіля в центрі міста. |
| Макович Володимир Іванович         | спікер «верховної ради» ДНР | 12 березня 2017      | помер в Донецьку від пухлини головного мозку. |
| Кузнєцова Інна Володимирівна       | Депутат т.зв. "Народної Ради" терористичної орзнайганізації "ЛНР" | 27 серпня 2017       | застрелена невідомими у приватному будинку у Каменобродському районі Луганська |
| Дорошенко Валентин Васильович      | ватажок «Партії Сталіна», противник Революції гідності | 19 січня 2018 року   | ліквідований в Одесі на вулиці Новосельського в ході перестрілки співробітниками поліції. |
| Захарченко Олександр Володимирович | ватажок терористичної організації «ДНР», генерал-майор | 31 серпня 2018 року  | вбитий в Донецьку вибухом бомби в кафе «Сєпар». |
| Попов Сергій ("Довгий")            | командир 1-го територіального батальйону "народної міліції", 1 АК "ДНР" | 15 лютого 2021       | поранений під час підриву фугасу в автівці в Горлівці |
| Павлов Костянтин Юрійович          | проросійський мер Кривого Рогу | 15 серпня 2021       | знайдений застреленим на веранді власного будинку у селі Вільне на Дніпропетровщині |